# Thorigné-Fouillard tennis de table
Actualités
Le Thorigné-Fouillard tennis de table (TFTT) est un club de tennis de table professionnel, situé à Thorigné-Fouillard en Ille-et-Vilaine fondé en 1976. Il évolue en Pro B de 2018 à 2022, année où il accède pour la première fois à la Pro A, championnat dans lequel il assure un maintien historique le 11 avril 2023.

## Historique

### Débuts du club et montée en Pro B (1976-2018)
Le TFTT est fondé en 1976, naviguant durant plus de vingt ans « à un petit niveau régional ». Mais, après un différend avec leur club, une dizaine de joueurs du CPB de Rennes, habitués à jouer en Nationale 1 (N1), décident de rejoindre le TFTT en 1998. Finalement, en 2000, le TFTT se hisse pour la première fois en Nationale 3. Durant, les années 2000, période pendant laquelle il stagne entre la Nationale 2 et Nationale 3, le club mise sur la formation de jeunes afin de pouvoir évoluer durablement. Ce choix s'avère payant, le TFTT glanant par la suite de nombreuses médailles lors des championnats de Bretagne jeunes et remportant aussi cinq fois de suite les Interclubs jeunes.
Lors de la saison 2011-2012, l'équipe masculine du TFTT joue pour la première fois dans le championnat de Nationale 1, le plus haut niveau amateur. Le souhait est alors de « s'installer en N1 sur 2-3 ans, sans aller trop vite, sans faire n'importe quoi » et de « continuer, ne pas se reposer, pour envisager la Pro B ».
En juin 2017, après avoir échoué de peu à monter en pro B lors de la saison 2017-2018, le TFTT recrute pour la saison suivante Damien Éloi, ancien no 20 mondial. Toutefois, Éloi, déjà licencié au TTC GW Bad Hamm qui évolue en deuxième division allemande, doit attendre que le championnat allemand soit terminé pour jouer avec le TFTT, soit au moment d'éventuels playoffs . L'équipe bretillienne parvient à les atteindre et, à l'occasion de cette phase finale du championnat de France qui regroupe les vainqueurs des quatre groupes de N1, les Thoréfoléens battent successivement Issy-les-Moulineaux (8-1), Nice (8-5) puis Amiens (8-5). Ils obtiennent ainsi leur billet pour la Pro B, après avoir terminé première et championne de France de N1. À cette occasion, le TFTT devient la première équipe de tennis de table bretillienne à accéder à ce niveau. 

### Pro B et accession à la Pro A (2018-2022)
Ayant pour objectif de se maintenir en Pro B, le TFTT se renforce en recrutant Thiago Monteiro (no 12 français) et Thomas Lebreton (no 28 français) pour épauler deux jeunes formés au club, Jules Rolland (no 46 français) et Rémi Menand (no 56 français). L'équipe masculine remporte sa première victoire en Pro B le 16 octobre 2018 contre l'AC Boulogne-Billancourt, un concurrent direct pour le maintien mais qui est redescendu en fin d'année. Elle assure sa place en Pro B pour la saison suivante à deux journées de la fin du championnat, « après une première saison difficile à ce niveau » selon les dires du directeur sportif Gervais Rolland.
Pour la saison 2019-2020, le TFTT décide de renforcer son équipe de pro B en recrutant l'Iranien Noshad Alamian (65e mondial) tandis que Thomas Lebreton quitte le club. Courant mars 2020, la compétition est suspendue, en raison de la Pandémie de Covid-19. Le 15 avril, la FFTT annonce que le championnat est définitivement annulé : par conséquent, le titre n'est pas décerné et aucune promotion ni relégation ne sont promulguées. Le TFTT est alors 2e, à 2 points du leader C' Chartres TT tandis qu'il restait encore 7 journées à jouer[réf. nécessaire].
Lors de la dernière journée de la saison 2021-2022, le TFTT accède pour la première fois en Pro A en battant Issy-les-Moulineaux 3-0 alors qu'il ne lui manquait plus qu'un point pour assurer la montée. Il devient ainsi le premier club de tennis de table en Ille-et-Vilaine à atteindre ce niveau.

### Débuts et maintien en Pro A (2022-2023)
En vue du maintien en première division, le TFTT complète son effectif à la suite du départ anticipé de Léo de Nodrest à la Romagne en recrutant Enzo Angles (n° 39 français).  Après deux défaites 3-0 de rang (notamment face au champion en titre Angers), l'équipe remporte sa première victoire dans l'élite face à Saint-Denis le 25 octobre 2022 à domicile. Le restant de la phase aller s'avère difficile avec 3 victoires  pour 6 défaites. Cependant, l'équipe réalise une bonne deuxième partie de saison en battant plusieurs formations du top 5, aidée par le public de son "chaudron" local. Dans un championnat extrêmement serré, le match du 11 avril 2023 face à Chartres permet l'obtention d'un maintien historique grâce à une victoire 3-1 des Thoréfoléens, à deux rencontres de la fin,.

## Infrastructures
Le complexe de la Vigne, achevé en 2008, a une salle de sport de 1 250 m2 dédiée au tennis de table. Cette nouvelle salle peut accueillir 1 000 spectateurs. Elle remplace la salle du Bocage qui n'est plus vraiment adaptée à la compétition car trop petite. Un club-house de 98 m2, qui représente un investissement de 191 000 € dont 39 600 € au titre de la subvention contrat de territoire, est également inauguré en septembre 2021.

## Joueurs du TFTT

### Effectif actuel

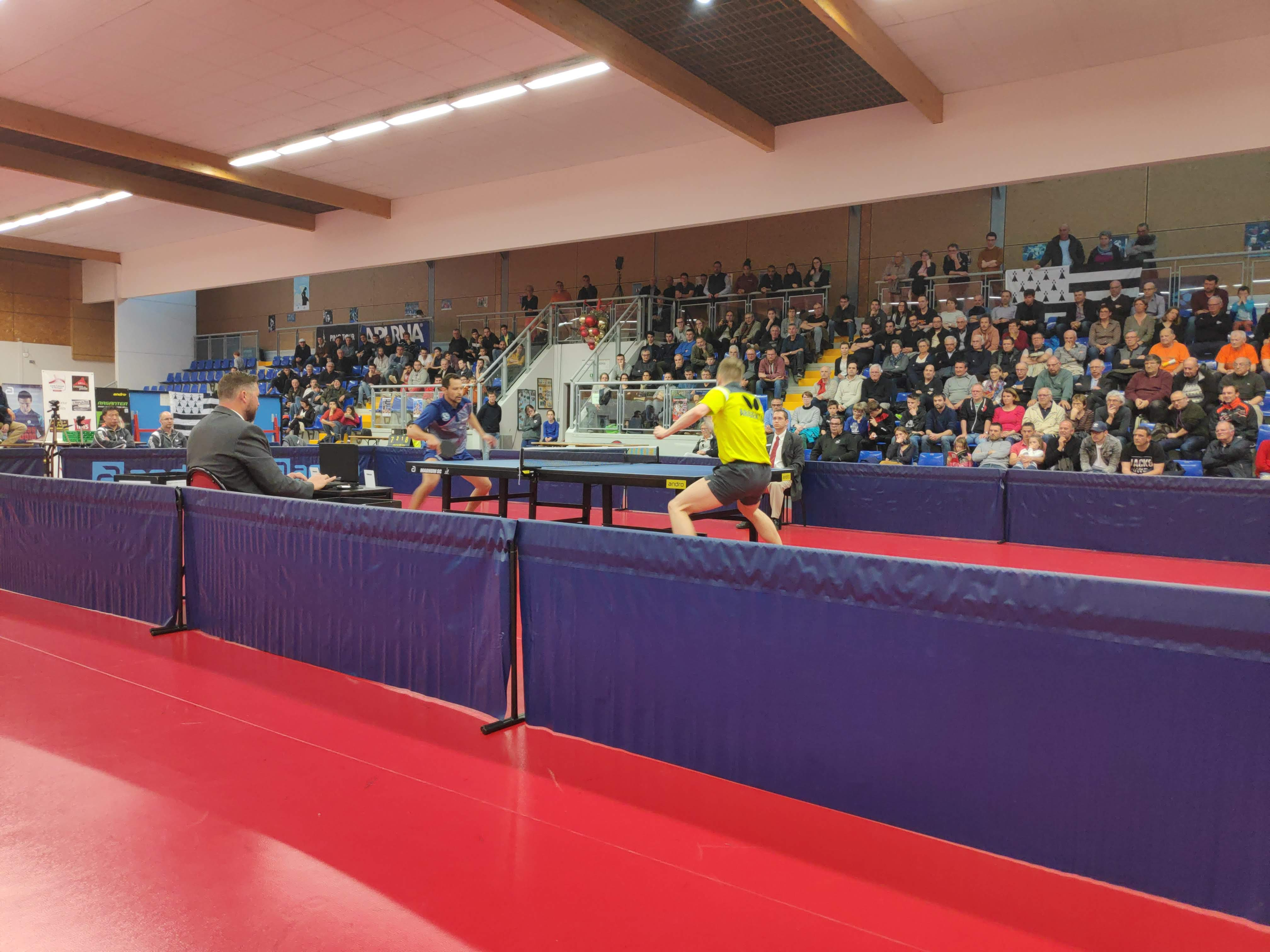
Thiago Monteiro (en bleu), opposé à un joueur d'Argentan Bayard en avril 2019.

L'effectif du TFTT en Pro A pour la saison 2022-2023 est composé de  :
- Noshad Alamian
- Jules Rolland
- Vincent Picard
- Artur Abusev

- Sébastien Douaran, entraîneur depuis 1998[20].

### Anciens joueurs
- Enzo Angles (2022-2023)
- Léo de Nodrest (2020-2022)
- Damien Provost (2020-2021)
- Thiago Monteiro (2018-2020)
- Rémi Menand (formé au club - 2020)
- Thomas Lebreton (2018-2019)

## Bilan par saison
| Saison    | Champ. | Cl.    | Pts | J  | V  | D  | Pp | Pc | Diff |
| --------- | ------ | ------ | --- | -- | -- | -- | -- | -- | ---- |
| 2018-2019 | Pro B  | 9e/10  | 31  | 18 | 5  | 13 | 31 | 48 | -17  |
| 2019-2020 | Pro B  | 2e/10  | 30  | 11 | 8  | 3  | 30 | 16 | +14  |
| 2020-2021 | Pro B  | 3e/10  | 43  | 18 | 12 | 6  | 43 | 23 | +20  |
| 2021-2022 | Pro B  | 1er/10 | 49  | 18 | 16 | 2  | 49 | 13 | +36  |
| 2022-2023 | Pro A  | 7e/10  | 36  | 18 | 8  | 18 | 36 | 42 | -6   |
| 2023-2024 | Pro A  | 9e/10  | 33  | 18 | 7  | 11 | 33 | 40 | -7   |